# Unciherpia hirsuta
Unciherpia hirsuta is een Solenogastressoort uit de familie van de Pruvotinidae. De wetenschappelijke naam van de soort is voor het eerst geldig gepubliceerd in 2001 door Garcia-Alvarez, Urgorri & Salvini-Plawen.